# Shabab Al-Ahli Dubaj (futsal)
Shabab Al-Ahli Dubaj – klub futsalowy ze Zjednoczonych Emiratów Arabskich z siedzibą w mieście Dubaj, obecnie występuje w najwyższej klasie rozgrywkowej Zjednoczonych Emiratów Arabskich. Jest sekcją futsalu w klubie sportowym Shabab Al-Ahli Dubaj.

## Sukcesy
- Mistrzostwo Zjednoczonych Emiratów Arabskich (2): 2012/13, 2015/16
- Puchar Zjednoczonych Emiratów Arabskich (1): 2015
- UAE President Cup (1): 2016